# Корсар (опера)
«Корсар» (итал. Il corsaro) — опера Джузеппе Верди на либретто Франческо Марии Пьяве, основанное на поэме Джорджа Гордона Байрона «Корсар». Премьера состоялась 25 октября 1848 года в Большом театре Триеста.

## История создания
Сюжет поэмы Байрона привлек внимание Верди ещё в начале 40-х годов, однако к 1848 году он охладел к нему и писал оперу нехотя, без увлечения, параллельно с этим занимаясь переработкой оперы «Ломбардцы в первом крестовом походе» для парижского театра.
«Корсар» был поставлен в Триесте в 1848 году, но был холодно встречен публикой и успеха не имел. Эта опера считается одной из самых слабых в творческом наследии композитора.

## Действующие лица
| Роль                          | Голос   |
| ----------------------------- | ------- |
| Коррадо, корсар               | тенор   |
| Медора, его возлюбленная      | сопрано |
| Паша Саид                     | баритон |
| Гульнара, любимая рабыня паши | сопрано |
| Джованни, пират               | бас     |
| Ага Селим, военачальник       | тенор   |
| Евнух                         | тенор   |
| Раб                           | тенор   |

## Содержание
Действие оперы происходит на острове в Эгейском море и в турецком городе Корон в начале XIX века.

### Акт I
Греческий остров
Сцена I: Корабль Коррадо
Пираты ждут возвращения своего предводителя Коррадо. Вскоре прибывает его корабль. Коррадо получил сообщение, что пришло время напасть на турецкий флот, о чём он и сообщает своим товарищам.
Сцена II: Дом Медоры
Медора с грустью думает о своем женихе Коррадо, её сердце переполняет тревога. Чтобы развеять грусть, девушка играет на арфе. Вскоре появляется Коррадо, чтобы попрощаться с ней. Медора умоляет его остаться, но Коррадо непреклонен - вместе со своими товарищами он атакует корабли турецкого паши.

### Акт II
Корон, дворец паши
Сцена I: Гарем паши
Гульнара, любимая наложница паши, окружена заботой и вниманием, но её совсем не радуют оказываемые ей почести, она бы с радостью бежала из гарема. Евнух приносит Гульнаре записку от паши: тот приглашает её на пир по случаю похода на пиратов, который задумал паша.
Сцена II: Пир
Паша и его воины взывают к Аллаху, прося у него помощи в предстоящем сражении. В разгар пира во дворец приводят нищего дервиша. Паша соглашается его принять. Дервиш рассказывает, что сбежал от пиратов, и просит пашу о защите. Из гавани, где находится турецкий флот, доносятся крики: корсары подожгли корабли турок и теперь устремились во дворец. Воспользовавшись суматохой, дервиш скидывает с себя лохмотья - это Коррадо, который притворился нищим, чтобы проникнуть во дворец.
Кажется, что фортуна на стороне пиратов, но Коррадо совершает роковую ошибку: понимая, что рабыни могут погибнуть в огне пожара, он решает спасти Гульнару и других наложниц. Это даёт туркам время, чтобы собрать силы и напасть на корсаров. Коррадо и его товарищей берут в плен; Саид клянется, что казнит пиратов, несмотря на мольбы рабынь оставить их в живых.

### Акт III
Сцена I: Дворец паши
Саид празднует победу, однако его радость омрачена ревностью: Гульнара, его любимая наложница, потребовала, чтобы он сохранил жизнь Коррадо; вероятно, она влюблена в предводителя пиратов. Когда рабыню приводят в кабинет, он прямо задает ей вопрос о её чувствах к Коррадо; девушка признаётся, что любит корсара. Взбешённый паша выставляет Гульнару из своего кабинета. Видя ненависть Саида, девушка решает спасти Коррадо.
Сцена II: Тюрьма
Коррадо с тоской думает о своей участи: на рассвете его должны казнить. Вскоре в камеру приходит Гульнара и предлагает Коррадо бежать с ней, также она передаёт ему нож, чтобы при первой предоставившейся возможности пират убил Саида. Коррадо отказывается и признаётся, что его сердце принадлежит другой. Понимая, что ей не сломить упорство корсара, Гульнара покидает камеру. Спустя некоторое время наложница возвращается: она убила пашу, и теперь их никто не сможет остановить. Коррадо решается на побег.
Сцена III: Остров в Эгейском море
Медора узнает, что Коррадо схвачен турками. Не надеясь больше увидеть своего жениха, она принимает яд. Вскоре к острову пристает корабль: это прибыл Коррадо и сопровождающая его Гульнара. Коррадо спешит обнять Медору; девушка благодарит Гульнару за спасение возлюбленного. Постепенно яд начинает действовать. Медора умирает прямо на руках у Коррадо. Не в силах бороться со скорбью, корсар бросается со скалы в море.

## Избранные записи
| Год  | Состав (Коррадо, Медора, Гульнара, Саид)                             | Дирижёр           | Лейбл        |
| ---- | -------------------------------------------------------------------- | ----------------- | ------------ |
| 1971 | Джорджио Ламберти, Катя Риччарелли, Анхелес Гулин, Ренато Брузон     | Хесус Лопес-Кобос | Gala Records |
| 1975 | Хосе Каррерас, Джесси Норман, Монсеррат Кабалье, Жан-Пьеро Мастромеи | Ламберто Гарделли | Phillips     |